# Helmut Niedermayr
Helmut Niedermayr (29 de novembro de 1915 – 3 de abril de 1985) era um automobilista alemão. Ele participou de um Grande Prêmio do Campeonato Mundial, o Grande Prêmio da Alemanha de 1952, sem pontuar no campeonato.
Niedermayr terminou em segundo com Theo Helfrich nas 24 Horas de Le Mans de 1952, mas algumas semanas depois ele colidiu com a multidão durante uma corrida em Grenzlandring, matando pelo menos 13 espectadores e ferindo 42.

## Resultados completos do Campeonato Mundial de Fórmula Um
| Ano  | Participante      | Chassis | Motor          | 1   | 2   | 3   | 4   | 5   | 6   | 7   | 8   | WDC | Pontos |
| ---- | ----------------- | ------- | -------------- | --- | --- | --- | --- | --- | --- | --- | --- | --- | ------ |
| 1952 | Helmut Niedermayr | AFM 6   | BMW Straight-6 | SUI | 500 | BEL | FRA | GBR | GER | NED | ITA | NC  | 0      |